# John Wright (Boxer)
John Alan Wright (* 19. Mai 1929 in London; † 12. Juli 2001 in Blandford) war ein britischer Boxer. Er gewann 1948 die olympische Silbermedaille im Mittelgewicht.
John Wright wurde 1948 Englischer Meister im Mittelgewicht und nahm noch im selben Jahr an den 14. Olympischen Spielen in London teil, wo er in der Vorrunde Hermann Schneider aus der Schweiz, im Achtelfinale Hector Garcia aus Argentinien, im Viertelfinale Jan Schubart aus den Niederlanden und im Halbfinale Michael McKeon aus Irland besiegte. Im Finale unterlag er dem Ungarn László Papp.